# Bank Street College of Education
Le Bank Street College of Education ou plus simplement Bank Street est un établissement d'enseignement supérieur de la ville de New York, situé dans le quartier de Morningside Heights à Manhattan. Créé en 1916, ce college est spécialisé dans les diplômes universitaires d'enseignement. Le nom du college est dû à son ancienne localisation sur Bank Street dans Greenwich Village. Il déménagea plus au nord au cours des années 1970.